# Сагарис

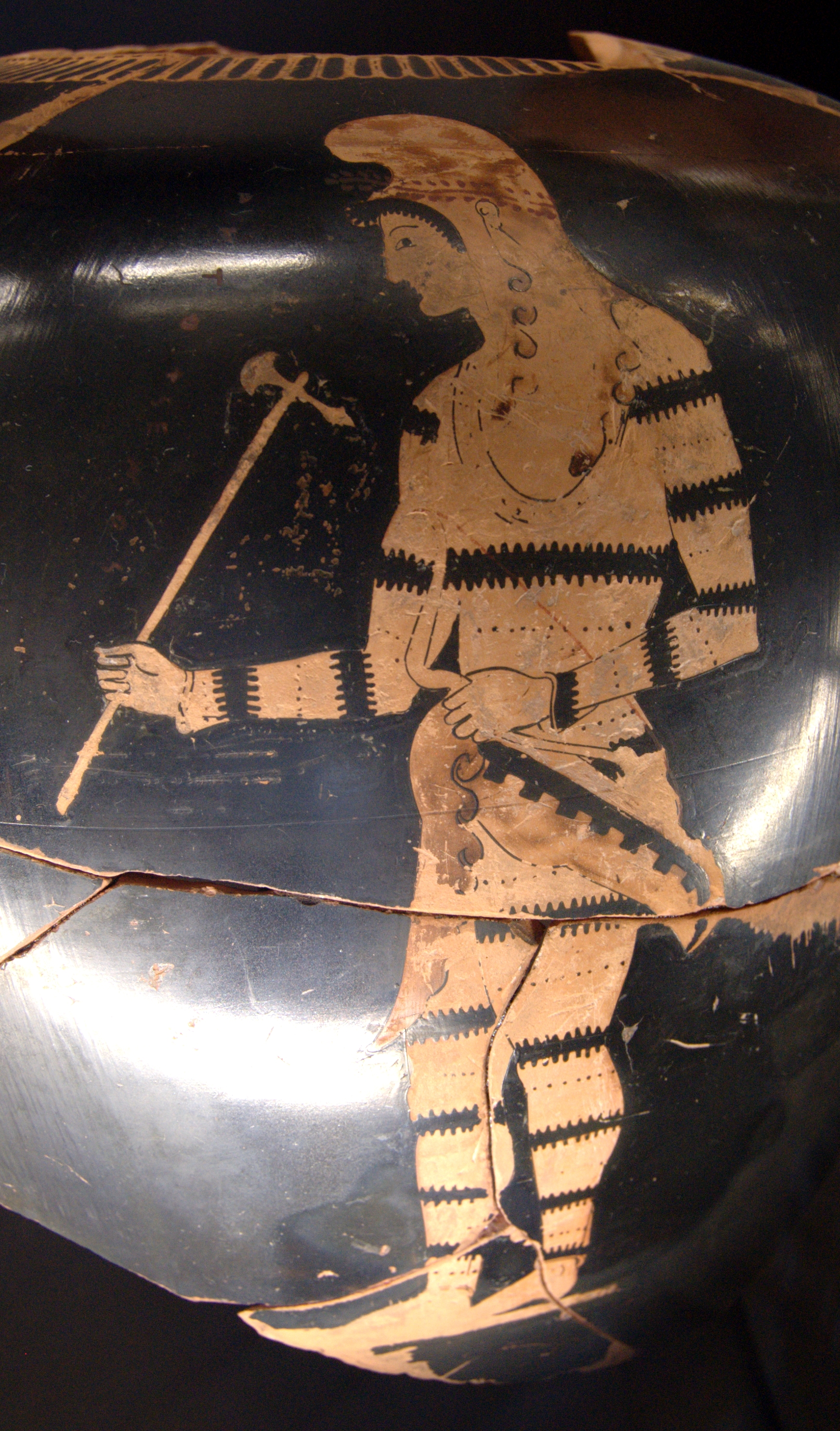
Сагарис в руках скифского лучника.

Сагарис (Сагара; др.-греч. σαγαρις) — персидский (скифский, сакский) двусторонний боевой топор, скифский по происхождению. 
Геродот, описывая саков-прямошапочников, сообщает, что

... саки, они же скифы, имели на головах прямые остроконечные шапки, они носили анаксириды, имели местные луки, кинжалы и топоры-сагарии ...— Геродот. История (книга VII, глава 64).
Это не традиционное персидское оружие. Однако оно широко использовался на Ближнем Востоке зависимыми от персов государствами и непосредственно в персидском войске.
Использование персами топора упоминается Геродотом в битве при Марафоне (от него погиб Каллимах). Плутарх в жизнеописании Александра Македонский упоминает о том, что македонский царь едва не был убит топором персом Спифридатом в битве при Гранике.
У сагариса была длинная тонкая ручка, вытянутое лезвие с тяжёлым обухом изогнутой или заостренной формы. Они были весьма разнообразны, но это было лёгкое оружие, которое могло использоваться и конницей, и пехотой. Будучи достаточно лёгким, чтобы эффективно использоваться одной рукой, он был способен пробить металлический шлем или броню. Своим видом и применением сагарисы напоминают более поздние средневековые топорики-чеканы.

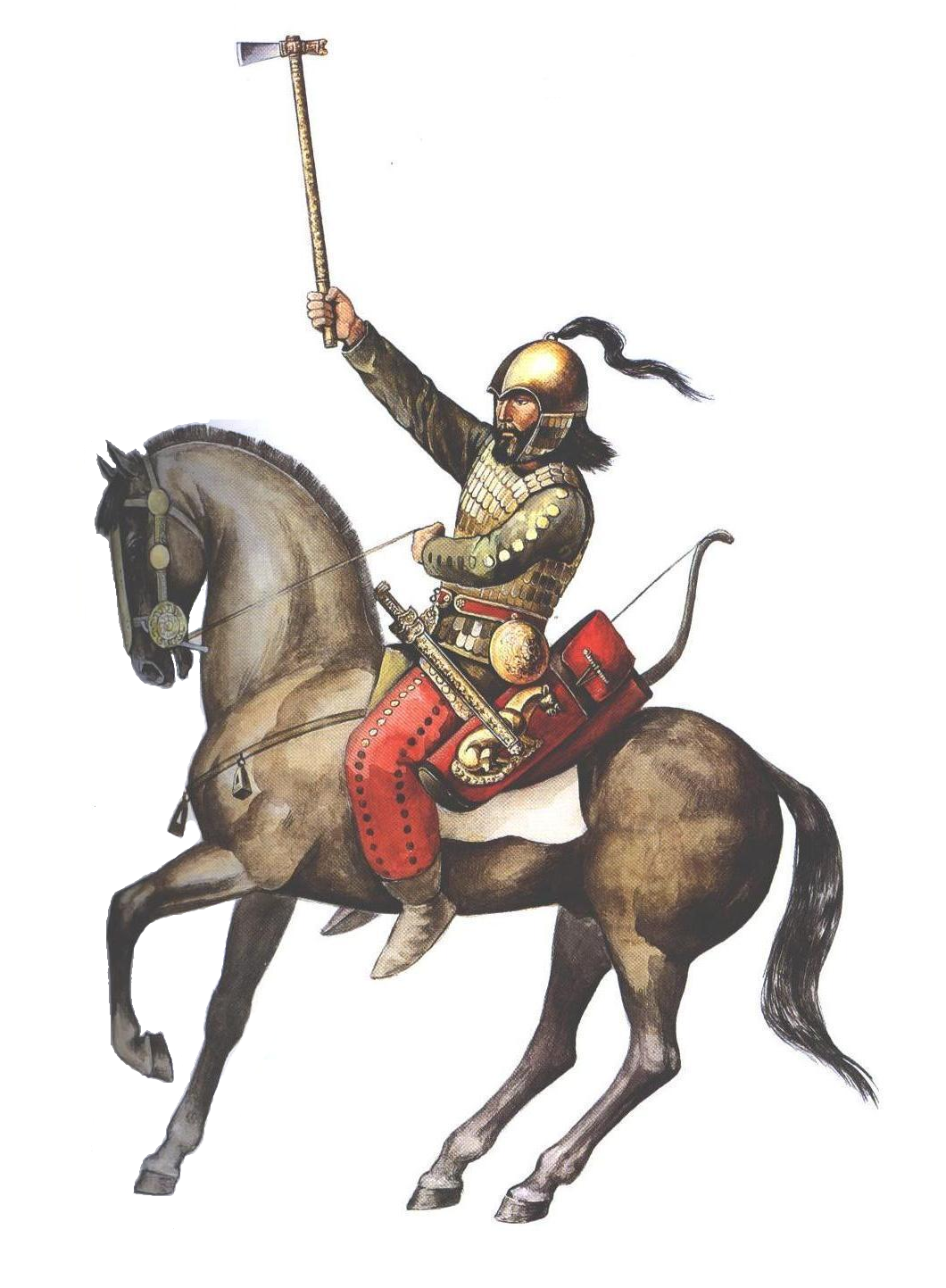
Сагарис в руках скифского всадника.